# Juliustown (Nueva Jersey)
Juliustown es un lugar designado por el censo ubicado en el condado de Burlington en el estado estadounidense de Nueva Jersey. En el año 2010 tenía una población de 429 habitantes.

## Geografía
Juliustown se encuentra ubicado en las coordenadas 40°00′48″N 74°40′08″O / 40.01333, -74.66889.